# Atalja

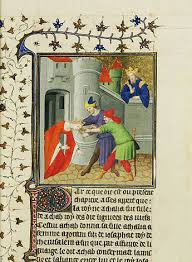
Atalja je vyváděna z chrámu, aby byla usmrcena

Atalja (hebrejsky: עֲתַלְיָה‎ Atalja), často v přepisu jako Athalia, v českých překladech Bible přepisováno též jako Atalia či Atalie, byla jedinou ženou, která kdy panovala nad Judským královstvím. Její jméno je vykládáno jako „Lhůta pro Hospodina“.

## Původ a vláda
Moderní historikové a archeologové uvádějí, že na judský trůn v Jeruzalémě usedla okolo roku 842 př. n. l. Podle kroniky Davida Ganse by však její kralování mělo spadat do let 3056–3061 od stvoření světa neboli do let 706–700 před naším letopočtem, což odpovídá období 6 let.
Atalja byla dcerou krále Achaba, jenž vládl Severnímu izraelskému království, a jeho ženy Jezábel. Sňatkem s Jóramem, synem judského krále Jóšafata, se Atalja stala zárukou spojenectví mezi do té doby znepřátelenými královstvími. Když se její muž o něco později stál králem nad Judským královstvím, byla to zřejmě ona, kdo jej podnítil k tomu, aby svůj trůn upevnil vyvražděním svých bratří. Avšak namísto toho, aby se království upevnilo, začalo spíše upadat.
Když po osmiletém panování Ataljin manžel zemřel, nastoupil na judský trůn jejich syn Achazjáš a také jemu Atalja „radila k svévolnostem“. Během jednoho roku vlády se Achazjáš zúčastnil neúspěšné vojenské akce jeho strýce Jórama, krále Severního Izraele, kde byl zraněn, a poté když se léčil v Jizreeli ze svých ran, byl zabit při spiknutí, které bylo v Severním Izraeli vedeno Jehúem proti Achabovské královské dynastii.
Když se Atalja doslechla o smrti svého syna, rozhodla se, že vyhubí „všechno královské potomstvo“ z dynastie krále Davida a sama usedne na judský královský trůn. Z královského potomstva unikl smrti pouze nejmladší Achazjášův syn a tedy Ataljin vnuk Jóaš, který byl v kojeneckém věku. Zachránila ho jeho teta Jóšabat, jež byla ženou velekněze Jójady. Ta dítě po dobu šesti let skrývala v Božím domě. Po šestiletém panování Atalji, která zavedla v Jeruzalémě mimo jiné Baalův kult, zorganizoval velekněz Jójada vzpouru, při níž byla Atalja usmrcena mečem. Místo ní byl na judský trůn dosazen do té doby skrývaný Jóaš.
Ataljin osud se stal námětem mj. pro drama Jeana Racina Athalie, Händlovo oratorium Athalia (HWV 52) či Mayrovo oratorium Atalia (1822) .